# Svínoy

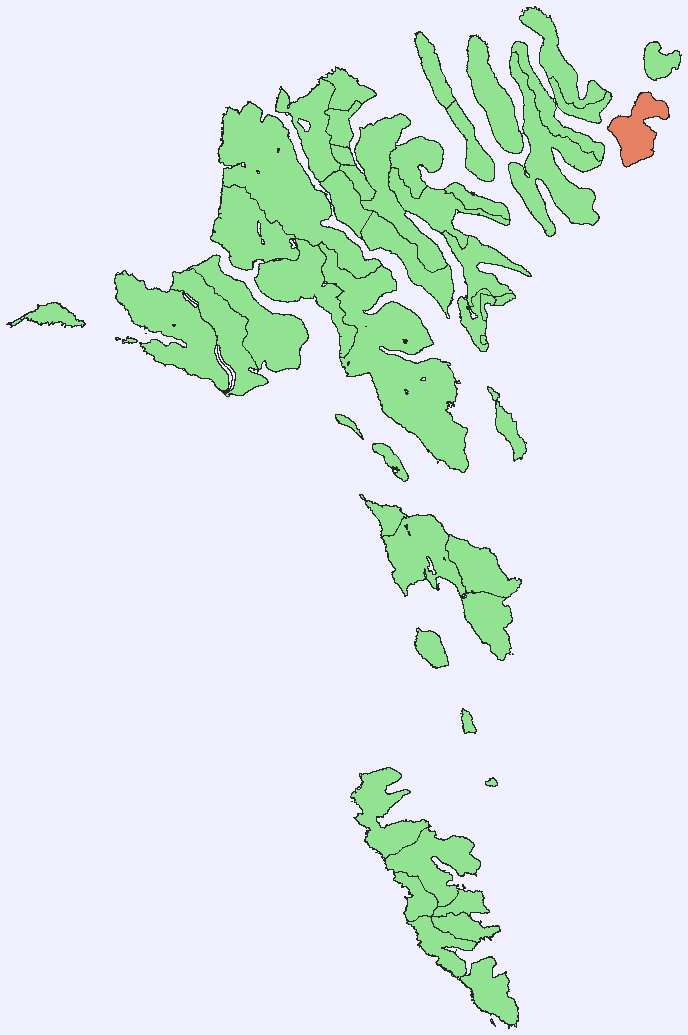
Vị trí đảo Svínoy trên bản đồ Quần đảo Faroe.

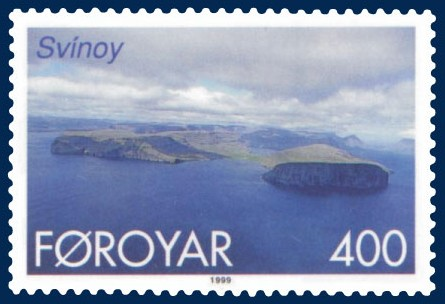
Tem thư hình đảo Svínoy FR 350 của Bư điện Faroe
Phát hành: 25.5.1999
Hình: Per á Hædd

Svínoy là 1 đảo nhỏ của Quần đảo Faroe, ở phía đông bắc quần đảo và phía đông của các đảo Borðoy và Viðoy. Tên đảo dường như xuất xứ từ chữ sveinn nghĩa là em bé trai. Đảo có diện tích 27,1 km² với 52 cư dân (năm 2007), ngụ trong 1 làng duy nhất mang cùng tên đảo nằm ở đáy vịnh Svínoyarvík trên bờ phía đông. Dân cư sống bằng nghề đánh cá và nghề nông. Làng có 1 nhà thờ xây từ năm 1878.
Hàng ngày có tàu bưu điện tên Másin từ Hvannasund ghé đảo. Cũng có tuyến trực thăng của hãng Atlantic Airways từ Sân bay Vágar tới đảo thường xuyên.
Ngày 13.5.1984 nữ hoàng Margrethe II của Đan Mạch đã tới thăm đảo.
Bờ biển của đảo phần lớn là các vách đá khá dốc. Đảo có 7 ngọn núi đá.

## Các núi
| #  | Tên             | Độ cao |
| -- | --------------- | ------ |
| 1. | Havnartindur    | 586 m  |
| 2. | Keldufjall      | 463 m  |
| 2. | Knúkur, vestari | 463 m  |
| 4. | Knúkur          | 460 m  |
| 5. | Múlin           | 443 m  |
| 6. | Middagur        | 422 m  |
| 7. | Eysturhøvdi     | 344 m  |